# Luc Anselin
Luc Anselin (* 1. prosince 1953) je jedním z hlavních vývojářů v oblasti prostorové ekonometrie.

## Život a profesní úspěchy
Regent's Professor Luc Anselin je předsedou Walter Isard a ředitelem School of Geographical Sciences and Urban Planning (Škola zeměpisných věd a územního plánování - ASU), institutu pyšnícího se světovými kapacitami v oblasti prostorové ekonometrie. Na ASU také založil a v současnosti vede GeoDa Center for Geospatial Analysis and Computation (GeoDa Centrum pro analýzy a výpočty geoprostorových analýz) pro vývoj, implementaci, aplikaci a rozšiřování metod prostorových analýz. Přední pozice zastával v minulosti také na Univerzitách v Illinois, texaském Dallasu, Západní Virginii, kalifornské Santa Barbaře a Státní Univerzitě v Ohiu. Zde se zabýval řadou oblastí, mezi které patří geografie územního a regionálního plánování, ekonomická, zemědělská a spotřební ekonomie, politická ekonomie či politologie.
V uplynulých letech byl Luc Anselin za své celoživotní výsledky oceněn několika národními i mezinárodními cenami (vývoj široce osvojených prostorových softwarových nástrojů, nová prostorová metodologie - místní ukazatele statistické asociace, ...). The Regional Science Association International (Regionální vědecká Mezinárodní asociace) ho v roce 2004 zvolila akademikem a udělila mu cenu Walter Isard (2005) a cenu William Memorial Prize Alonso (2006). V roce 2008 Luc Anselin získal jedno z nejvyšších národních ocenění - byl zvolen do National Academy of Sciences (Národní akademie věd Spojených států amerických) a American Academy of Arts and Sciences (Americká akademie umění a věd). V roce 2012 byl jmenován akademikem University Consortium for Geographic Information Science (Univerzitního sdružení pro geografické informační vědy (UCGIS)).
V roce 2008 své 20. výročí oslavila kniha "Spatial Econometrics: Methods and Models", jež Luca Anselina nejvíce proslavila (byla více než 6 tisíckrát citována). Jedním z hlavních akademických úspěchů Dr. Anselina se staly jeho příspěvky k přesunu disciplíny prostorové ekonometrie oproti roku 1988 k současnému proudu mainstreamové ekonometrie. Tím bylo dosaženo pokroku v ekonometrických základech Geografických Informačních Věd. Napsal několik set článků a přínosných knih (včetně "New Directions in Spatial Econometrics" 1995 a "Advances in Spatial Econometrics" 2004) z oblasti kvantitativní geografie, regionálních věd, GIScience, ekonometrie, ekonomie a informatiky.
Jeho vývoj prostorového softwaru usnadnil další rozvoj prostorové ekonometrie. Přední softwarové nástroje zahrnují SpaceStat (prostorová ekonometrie), GeoDA (průzkumná prostorová analýza dat a prostorové regresní modelování), vytvořené ve spolupráci s PySAL (open-source knihovna prostorových analytických funkcí založená na programovacím jazyku Python). Růst popularity prostorových analyzačních metod dokládá celosvětové přijetí GeoDA více než 56 000 uživateli do šesti let od svého vzniku.
Rodák z Belgie, Luc Anselin, absolvoval s vyznamenáním bakalářském studiu obor Ekonomie v roce 1975 a o rok později taktéž s vyznamenáním obor Statistika, ekonometrie a operační výzkum, obojí na Vrije Universiteit Brussel. V této době se začaly formovat počátky oboru ekonomie v Nizozemsku a oboru geograficko-regionální vědy ve Velké Británii. V roce 1977 se přestěhoval z Belgie do USA, aby se zapsal na Cornellovu univerzitu do mezioborového doktorského programu regionálních věd. Tato událost mu umožnila pracovat s Walterem Isardem, jedním ze zakladatelů regionálních věd v USA, a Williamem Greenem, autorem standardní učebnice ekonometrie. Doktorát z regionálních věd získal v roce 1980.

## Vybrané práce

### Knihy
- L. Anselin, R. Florax and S. Rey (eds.), Advances in Spatial Econometrics. Methodology, Tools and Applications. Berlin: Springer-Verlag, 2004.
- L. Anselin and S. Rey (eds.), New Tools for Spatial Data Analysis: Proceedings of a Workshop. Center for Spatially Integrated Social Science, University of California, Santa Barbara, 2002 (CDROM).
- S. Messner, L. Anselin, D. Hawkins, G. Deane, S. Tolnay, R. Baller, An Atlas of the Spatial Patterning of County-Level Homicide, 1960-1990. Pittsburgh: NCOVR, 2000.
- L. Anselin and R. Florax (eds.), New Directions in Spatial Econometrics. Berlin: Springer-Verlag,1995.
- L. Anselin and M. Madden (eds.), New Directions in Regional Analysis: Integrated and Multiregional Approaches. London: Belhaven Press, 1990 (paperback edition, 1993).
- L. Anselin, Spatial Econometrics: Methods and Models. Dordrecht: Kluwer Academic Publishers, 1988.

### Články a kapitoly z knih
- L. Anselin, J. Le Gallo and H. Jayet. “Spatial Panel Econometrics,” In L. Matyas and P. Sevestre (Eds.), The Econometrics of Panel Data, Fundamentals and Recent Developments in Theory and Practice (3rd Edition). Dordrecht, Kluwer (2008).
- L. Anselin, S. Sridharan and S. Gholston. “Using Exploratory Spatial Data Analysis to Leverage Social Indicator Databases: The Discovery of Interesting Patterns,” Social Indicators Research (2007).
- L. Anselin and J. Le Gallo. “Interpolation of Air Quality Measures in Hedonic House Price Models: Spatial Aspects,” Spatial Economic Analysis 1(1), 2006: 31-52.
- L. Anselin. “Spatial Econometrics,” In T.C. Mills and K. Patterson (Eds.), Palgrave Handbook of Econometrics: Volume 1, Econometric Theory. Basingstoke, Palgrave Macmillan, 2006: 901-969.
- L Anselin, I. Syabri and Y. Kho. “GeoDa: An Introduction to Spatial Data Analysis,” Geographical Analysis 38 (1), 2006: 5-22.
- S. Rey and L. Anselin. “Recent Advances in Software for Spatial Analysis in the Social Sciences,” Geographical Analysis 38 (1), 2006: 1-4.
- L. Anselin. “How (not) to Lie with Spatial Statistics,” American Journal of Preventive Medicine 30 (2), 2006: S3-S6.
- L. Mobley, E. Root, L. Anselin, N. Lozano, J. Koschinsky. “Spatial Analysis of Elderly Access to Primary Care Services,” International Journal of Health Geographics 5 (19), 2006.
- L. Anselin. “Spatial Dependence,” In B. Warff (Ed.), Encyclopedia of Human Geography. Thousand Oaks, CA, Sage Publications, 2006: 451-452.
- L. Anselin. “Spatial Heterogeneity,” In B. Warff (Ed.), Encyclopedia of Human Geography. Thousand Oaks, CA, Sage Publications, 2006: 452-453.
- S. Messner, G. Deane, L. Anselin and B. Pearson-Nelson. “Locating the Vanguard in Rising and Falling Homicide Rates among U.S. Cities,” Criminology 43 (3), 2005: 661-696.
- L. Anselin. “Spatial Statistical Modeling in a GIS Environment,” In D. Maguire, M. Goodchild and M. Batty (Eds.), GIS, Spatial Analysis and Modeling. Redlands, CA, ESRI Press, 2005: 93-111.
- A. Varga, L. Anselin and Z. Acs. “Regional Innovation in the U.S. over Space and Time,” In G. Maier and S. Sedlacek (Eds.), Spillovers and Innovation: Space, Environment and the Economy. Vienna, Springer-Verlag, 2005: 93-104.